# Bridget Regan (musicista)
Bridget Regan (Detroit, 6 giugno 1975) è una cantante e musicista statunitense.

## Biografia
Facente parte del gruppo musicale folk punk/celtic punk Flogging Molly, suona, scrive canzoni e contribuisce come voce corista per la band dei Flogging Molly' ed è sposata con il front-man della stessa, Dave King.

## Discografia
- Alive Behind the Green Door (1997)
- Swagger (2000)
- Drunken Lullabies (2002)
- Within a Mile of Home (2004)
- Whiskey on a Sunday (2006)
- Float (2008)